# Basilique Sainte-Marie-des-Anges d'Assise
Pour les articles homonymes, voir Basilique Sainte-Marie-des-Anges et Sainte-Marie-des-Anges.
La basilique Sainte-Marie-des-Anges d'Assise, est située en Italie, dans la région Ombrie, au niveau du bourg de Santa Maria degli Angeli, frazione de la commune d'Assise perchée sur un contrefort du mont Subasio.
Église de rite romain, elle est construite sur un projet de Galeazzo Alessi avec des interventions de Jacopo Barozzi da Vignola à partir de la seconde moitié du XVIe siècle et a la dignité de basilique papale. À l'intérieur se trouve la Portioncule, chapelle où François d'Assise réunissait les Frères en prière, donc centre de la spiritualité franciscaine. Au sommet de la façade, se dresse la statue de la Vierge en bronze doré moulée par Colasanti et coulée par la fonderie artistique Ferdinando Marinelli de Florence.

## Situation géographique
La basilique Sainte-Marie-des-Anges est située à Assise, commune de la région Ombrie, en Italie. Sa localisation précise est dans le bourg de Santa Maria degli Angeli, frazione de la commune d'Assise perchée plus loin, près de la station ferroviaire, sur un contrefort du mont Subasio. On fait référence aussi au Val di Spoleto quand on évoque la basilique.

## Historique

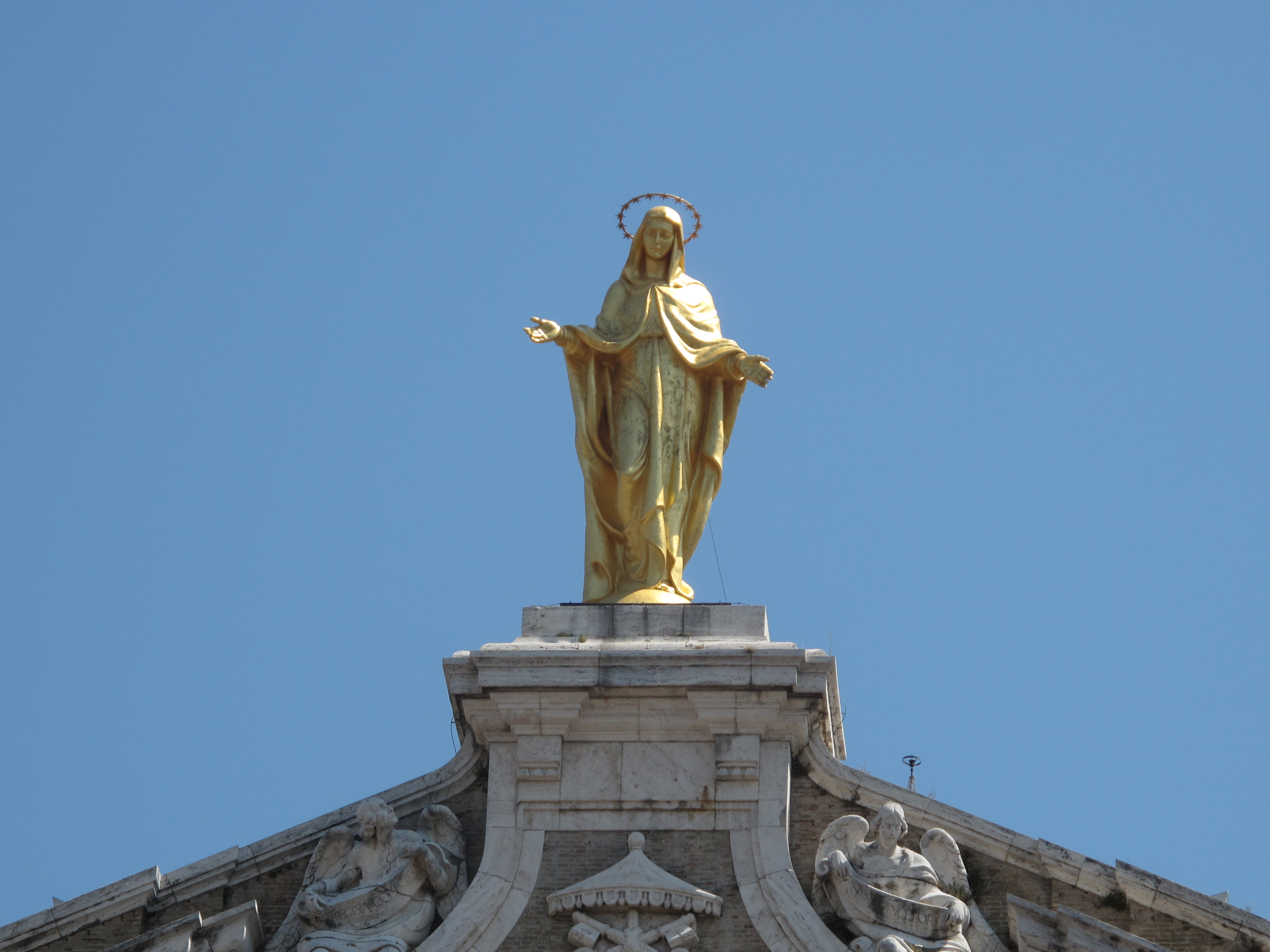
Statue de la Vierge sur la façade.

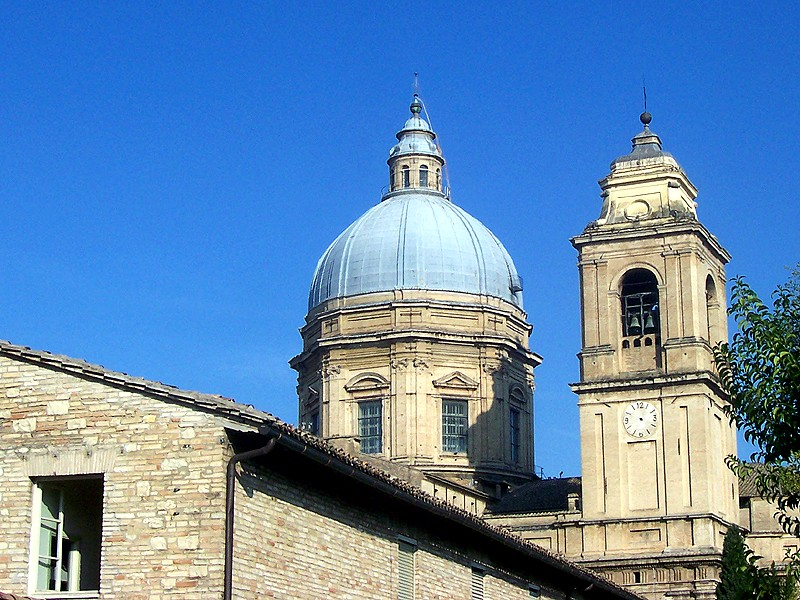
Dôme de Galeazzo Alessi.

La basilique est édifiée entre 1569 et 1679 sur les ordres du pape Pie V, par Galeazzo Alessi et Vignole, en hommage à saint François d'Assise, afin de conserver les chapelles de la Portioncule, du Transit et de la Roseraie , ainsi que d'autres lieux rendus sacrés par la mémoire de saint François, et pour accueillir les nombreux pèlerins qui venaient les visiter.
Si le projet original de Galeazzo Alessi (1512-1572) se caractérise par une simplicité rigoureuse, conforme à l'idéal franciscain de pauvreté, elle est finalement marquée par un style maniériste préfigurant le baroque.
Le 15 mars 1832, la nef centrale, une partie d'une aile latérale et le chœur s'effondrent à la suite du tremblement de terre violent qui secoue l'Ombrie. Si le dôme échappe à la destruction, il est largement fendu. La reconstruction de la basilique, commencée en 1836 par l'architecte Luigi Poletti, est terminée en 1840 et la basilique est rouverte au culte le 8 septembre 1840. La façade est transformée, adoptant un style néoclassique inspiré du baroque romain. Elle sera ensuite radicalement modifiée entre 1924 et 1930 sur un projet de Cesare Bazzani dans le but de lui donner une monumentalité digne de l'importance du sanctuaire, et retrouvera alors son style pré-baroque original.
La statue de bronze recouverte d'or du sculpteur Guglielmo Colasanti (Terni 1889-1944) est installée sur la façade en 1930. Le dôme et l'abside datent de la construction originale d'Alessi.
La basilique est de nouveau restaurée à partir de 1997 à la suite du tremblement de terre de 1996 qui endommagea également gravement l'église supérieure de la basilique Saint-François à Assise.

## Description

### Généralités
La basilique, en forme de croix latine, mesure 126 mètres de long et 65 mètres de large. L'intérieur, à trois nefs, a un style très simple afin de donner une plus grande importance à l'œuvre d'art la plus importante qu'elle contient, la Portioncule.

### La Portioncule
C'est d'abord une petite église, lieu réputé d'apparitions d'anges, que saint François remet en état en 1209 et où il fonde son ordre des Frères mineurs. Il y reçut sa vocation, accueillit sainte Claire et les premiers frères, et y célébra le pardon d'Assise. Intégrée à la basilique, elle comprend un retable polyptyque du prêtre Ilario da Viterbo datant de 1393, une statue de saint François d'Andrea della Robbia (~1490) et des fresques de Giovanni di Pietro (~1520). 

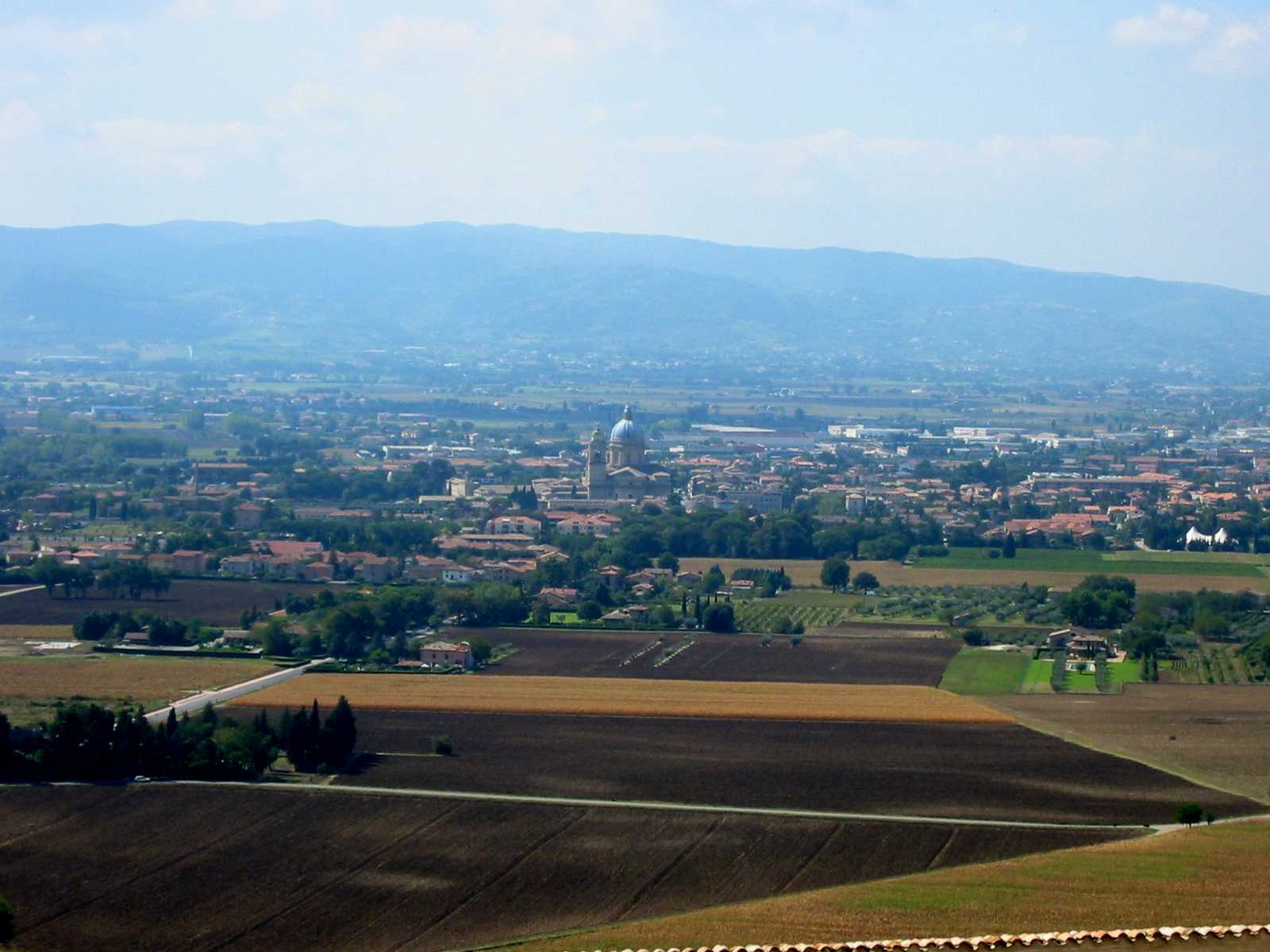
La basilique vue depuis Assise.
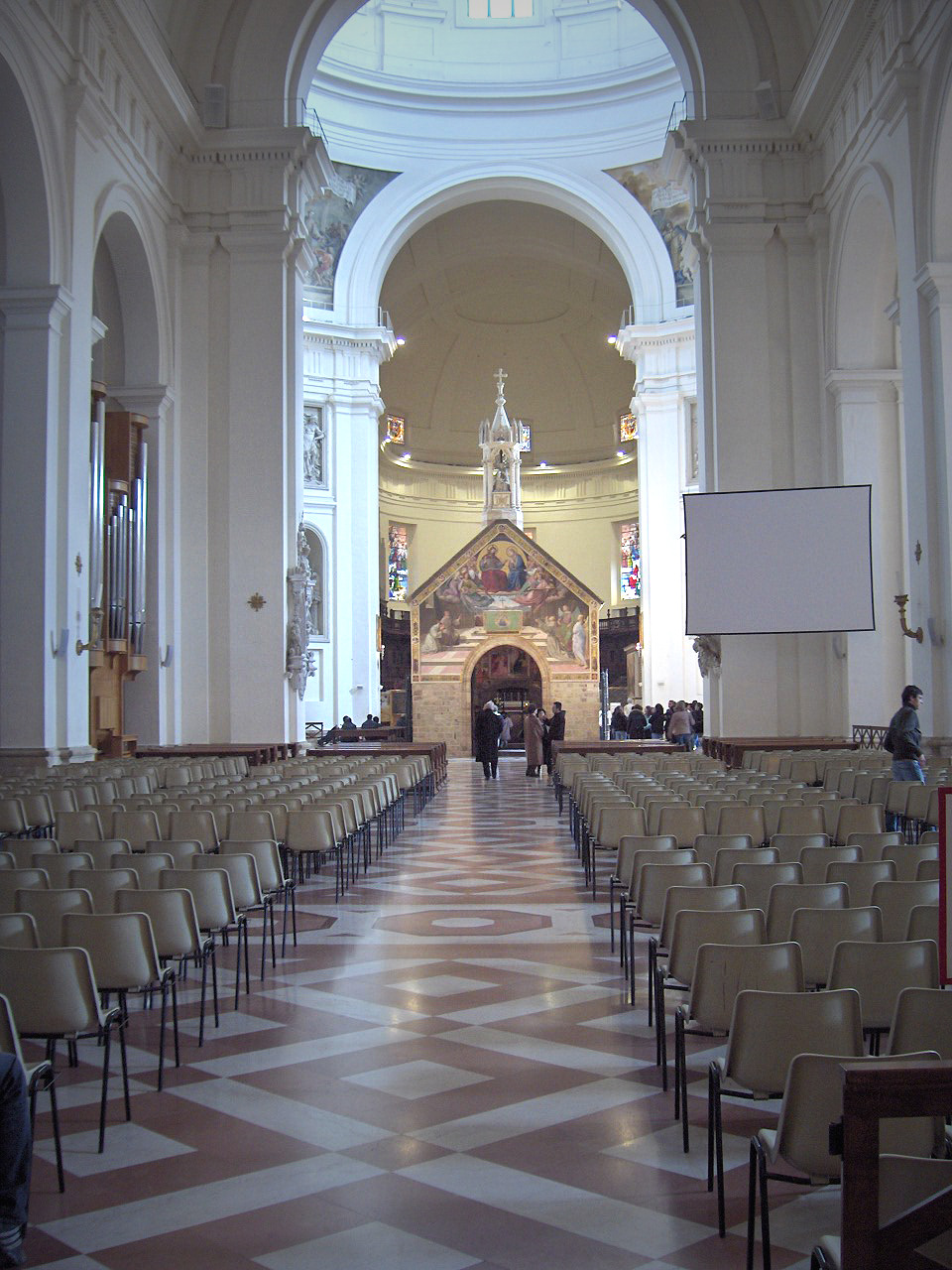
La nef et au milieu, la Portioncule.
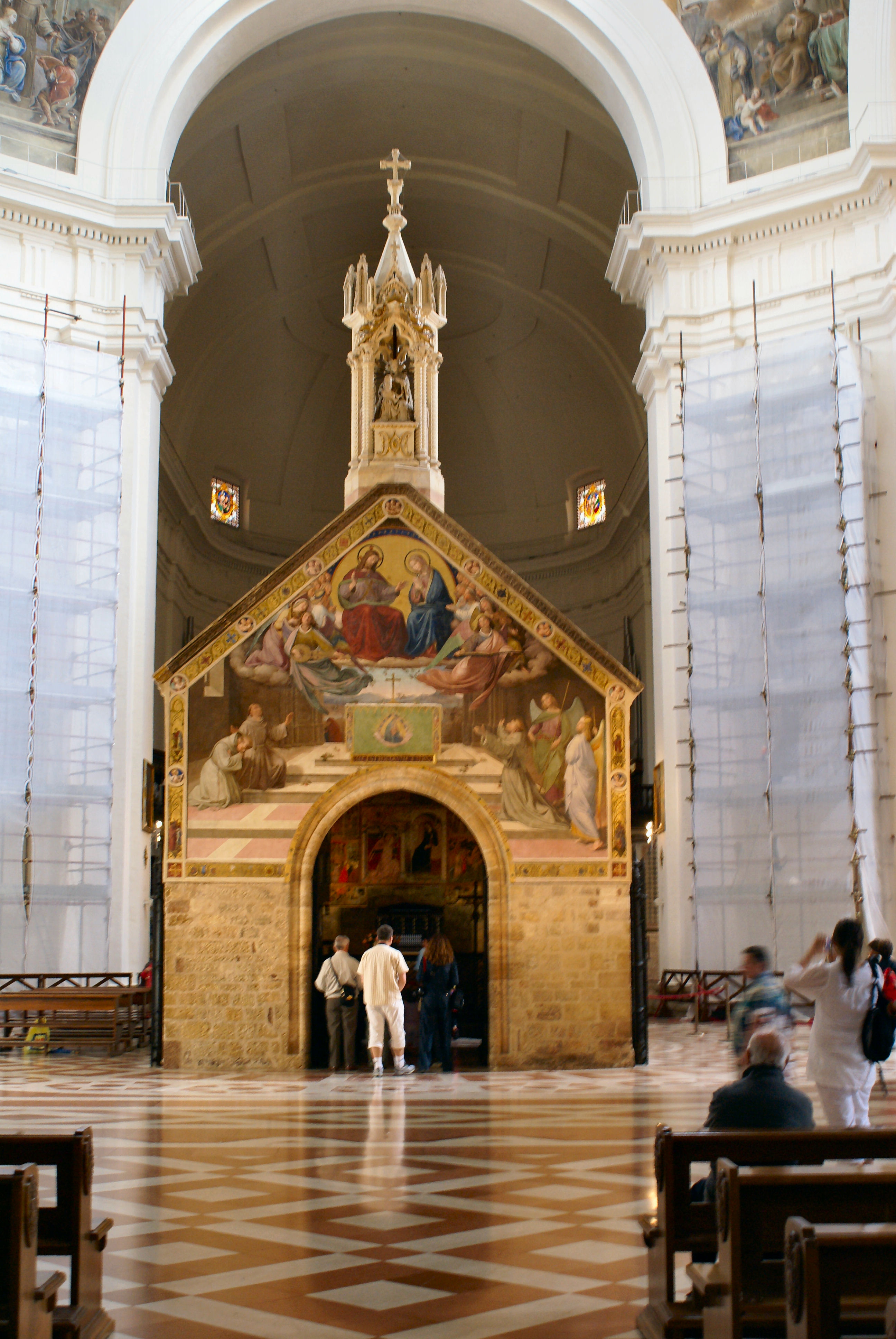
Façade de la Portioncule.
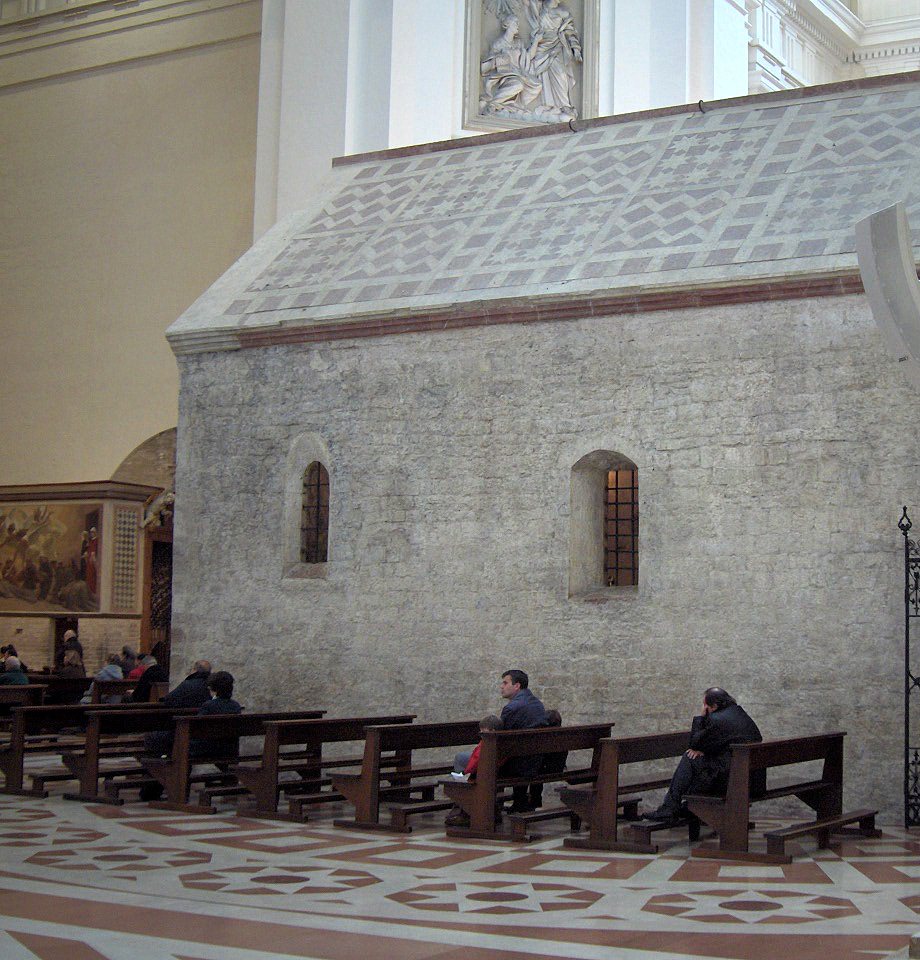
Vue latérale de la Portioncule.

### Chapelle du Transit

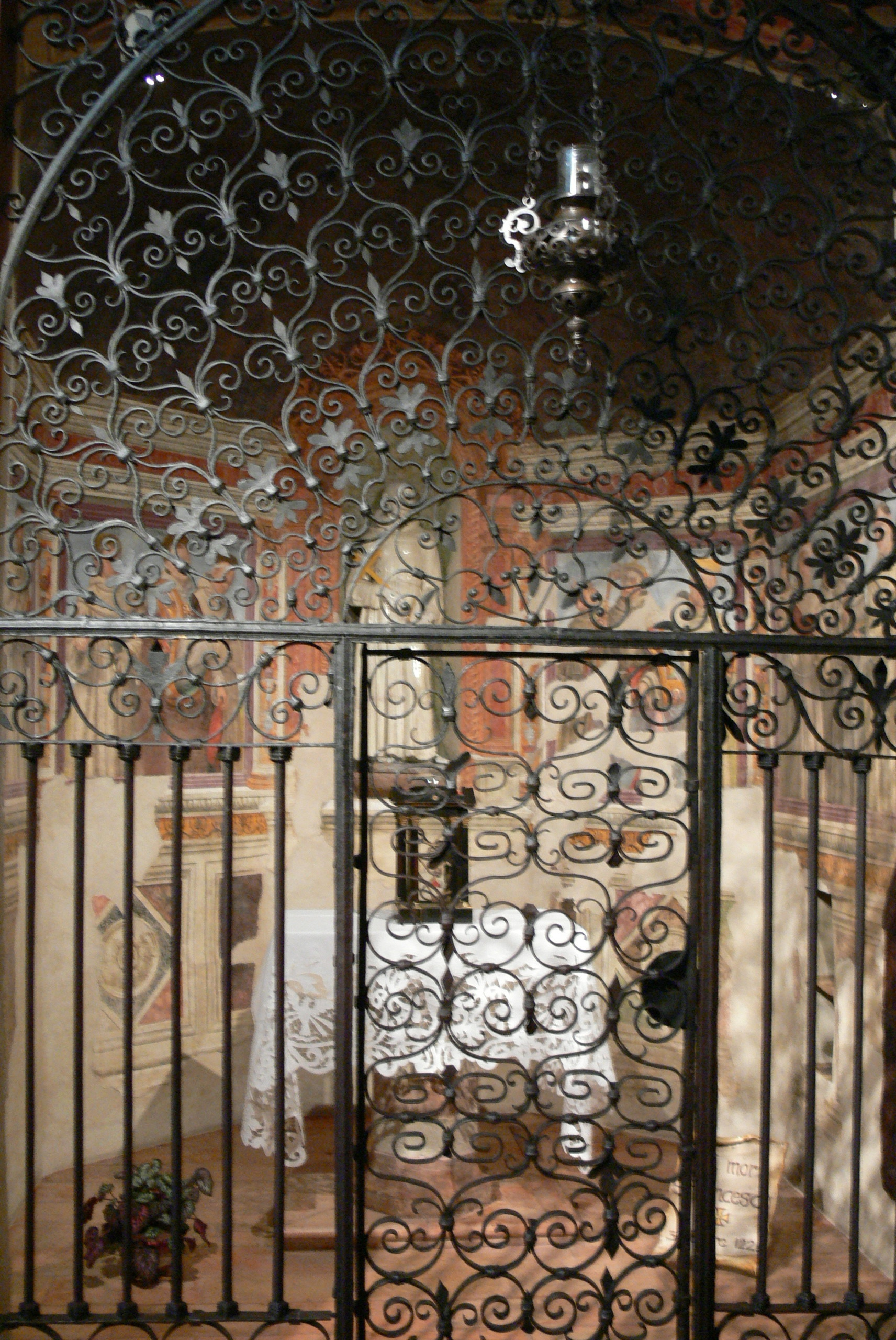
Chapelle du Transit.

À l'origine infirmerie du couvent, sa renommée est due au fait que saint François a fini d'y composer le Cantique des créatures et y est mort le 3 octobre 1226 (Transitus ou passage, dit Pâque de saint François). Pour célébrer ces événements, Domenico Bruschi peint en 1886 des fresques représentant la mort de saint François et ses funérailles. D'autres fresques représentent des saints et des bienheureux franciscains, peintes par un élève du Pérugin, Giovanni di Pietro nommé aussi Spagna. Un don fait par le pape Pie IX à la confrérie y est conservé dans un reliquaire : le cingolo de San Francesco.

### Chapelle de la Roseraie

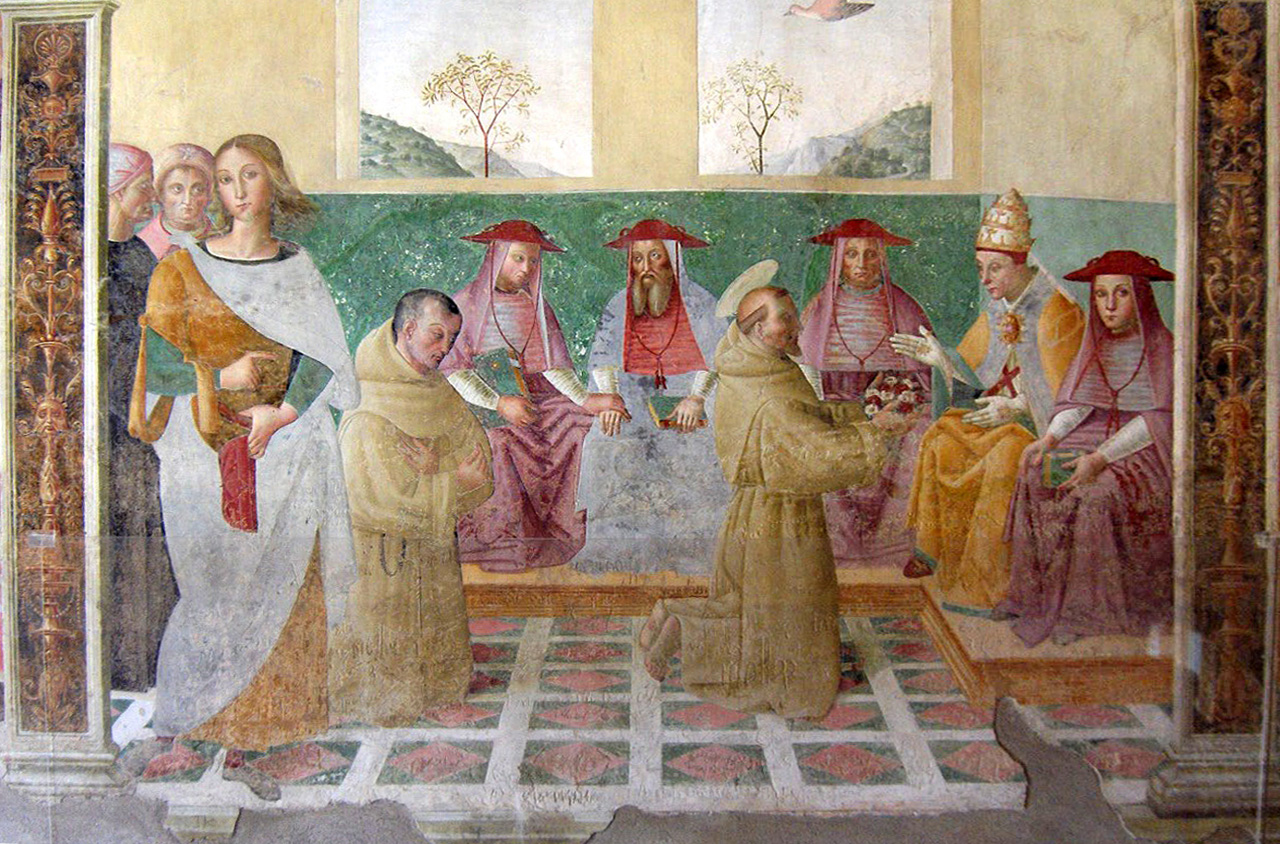
Accord de l'indulgence, fresque de Tiberio d'Assisi.

À l'origine, en 1260, maison de saint François, elle est transformée en chapelle par la volonté de saint Bonaventure de Bagnoregio.
L'intérieur de la petite chapelle se compose de deux salles et de plusieurs niveaux. Il est orné de fresques du XVIe siècle de Tiberio di Diotallevi di San Francesco, dit Tiberio d'Assisi.
Les peintures du niveau inférieur de la chapelle reproduisent les cinq peintures du retable de Prete Ilario da Viterbo, situé à Porziuncola ; celles du niveau supérieur représentent saint François avec ses 12 premiers compagnons et quelques saints franciscains, dont sainte Claire, saint Bonaventure et saint Bernardino.
Sous la chapelle, une sorte de grotte conserve une statue du saint en prière et les restes des charpentes qui formaient la chaire à partir de laquelle il annonça la grande indulgence de la Portioncule.

### Roseraie

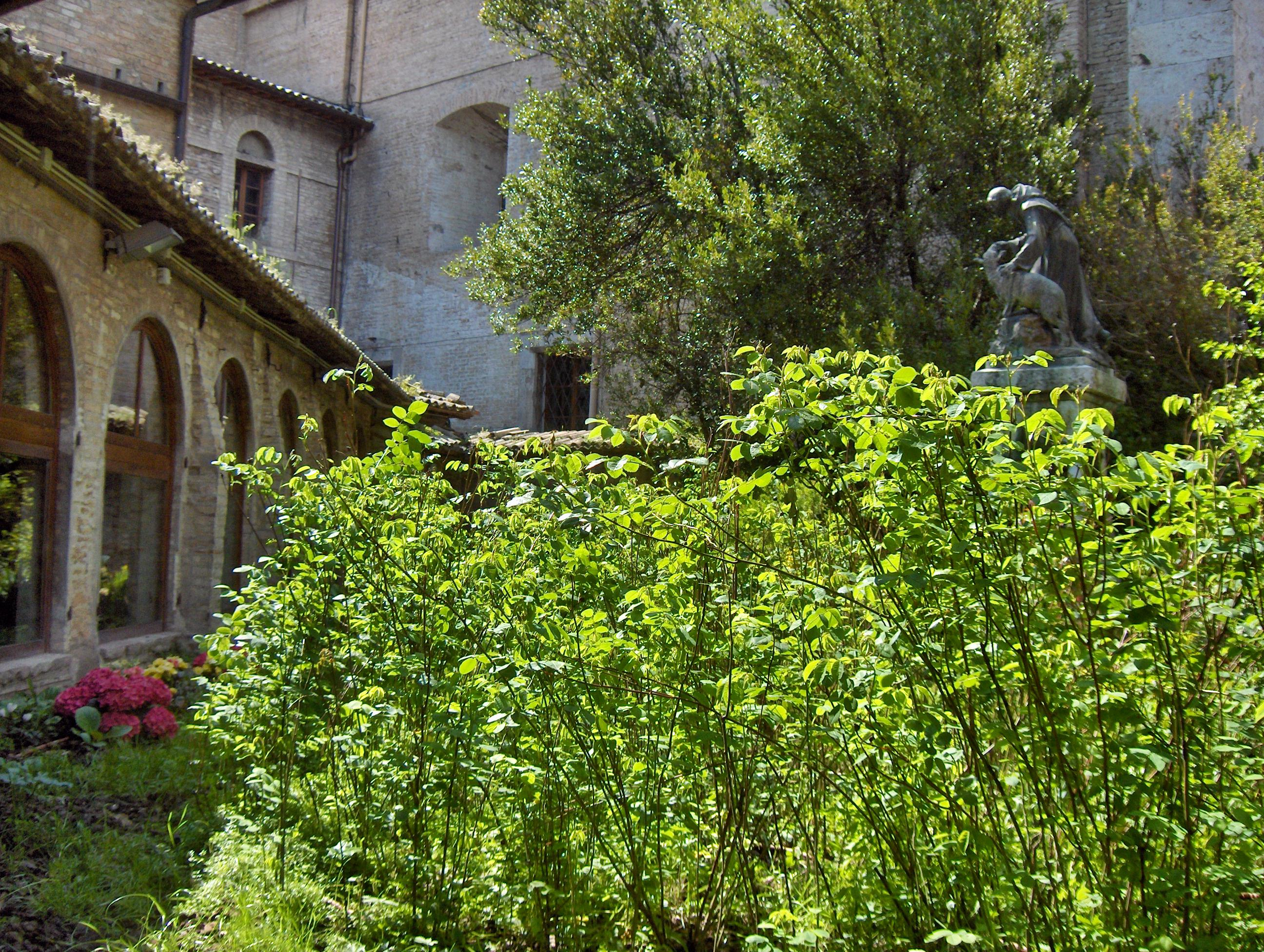
Roseraie.

À droite de l'abside de la basilique se trouve la roseraie. Ce lieu est célèbre pour un événement qui a impliqué saint François : une nuit, le saint, saisi de forts doutes et de remords pour avoir péché, se roule nu dans la roseraie épineuse. Celle-ci, selon la tradition, au contact du corps du saint, perd toutes ses épines afin de ne lui causer aucun mal. Aujourd'hui encore, la roseraie fleurit sans épines.
Une infinité de roses de différentes couleurs et qualités est présente dans la roseraie, ainsi qu'une statue en bronze de Vincenzo Romigno (1916), qui rappelle l'épisode du mouton donné à François, qu'il a volontiers accepté, pour sa simplicité et son innocence.

### Orgues

#### Orgue principal
Dans l'abside, est installé l'orgue Mascioni opus 802, construit en 1961 en réutilisant une partie du matériel phonique de l'orgue précédent construit en 1932 par le facteur d'orgues Libero Rino Pinchi de Foligno. L'instrument, à traction mécanique, dispose d'une console indépendante avec quatre claviers de 61 notes chacun et une pédalier de 32. Le matériel phonique est divisé en trois jeux à anses, deux sur les côtés de l'autel principal et un dans le dôme. La console permettait également de gérer l'orgue Morettini  (1898), retiré en 1999.

#### Orgue de la nef
Sous le dernier arc entre la nef centrale et le bas-côté gauche, l'orgue Pinchi opus 416, construit en 2000 en réutilisant le matériau phonique de l'orgue Morettini de 1840, connecté jusqu'en 1999 à la console de l'orgue principal, est installé sur une tribune au-dessus de la chapelle du Transit.
L'instrument, à transmission mécanique pour les claviers et la pédalier, électrique pour les appels et les combinaisons, possède deux claviers de 58 notes chacun et une pédalier de 30.

#### Orgue de la chapelle du Saint-Sacrement
Dans la chapelle du Saint-Sacrement, se trouve un orgue construit dans les années 1970 par le fabricant d'orgues Pinchi. L'instrument, provenant de l'église du séminaire, est mécanique avec deux claviers de 56 notes chacun et un pédalier de 30.

#### Autres orgues
La basilique possède encore un orgue positif mobile, construit dans les années 1980 par le fabricant d'orgues Pinchi inspiré des instruments baroques italiens. La transmission mécanique, dispose d'un seul clavier de 45 notes avec une première octave courte et un pédalier à octave courte de 9 notes dépourvues de leurs propres registres et toujours reliées au manuel.
L' orgue de la crypte est un orgue positif baroque construit au XVIIe siècle, à la transmission identique au précédent.

### Fontaine des Pèlerins

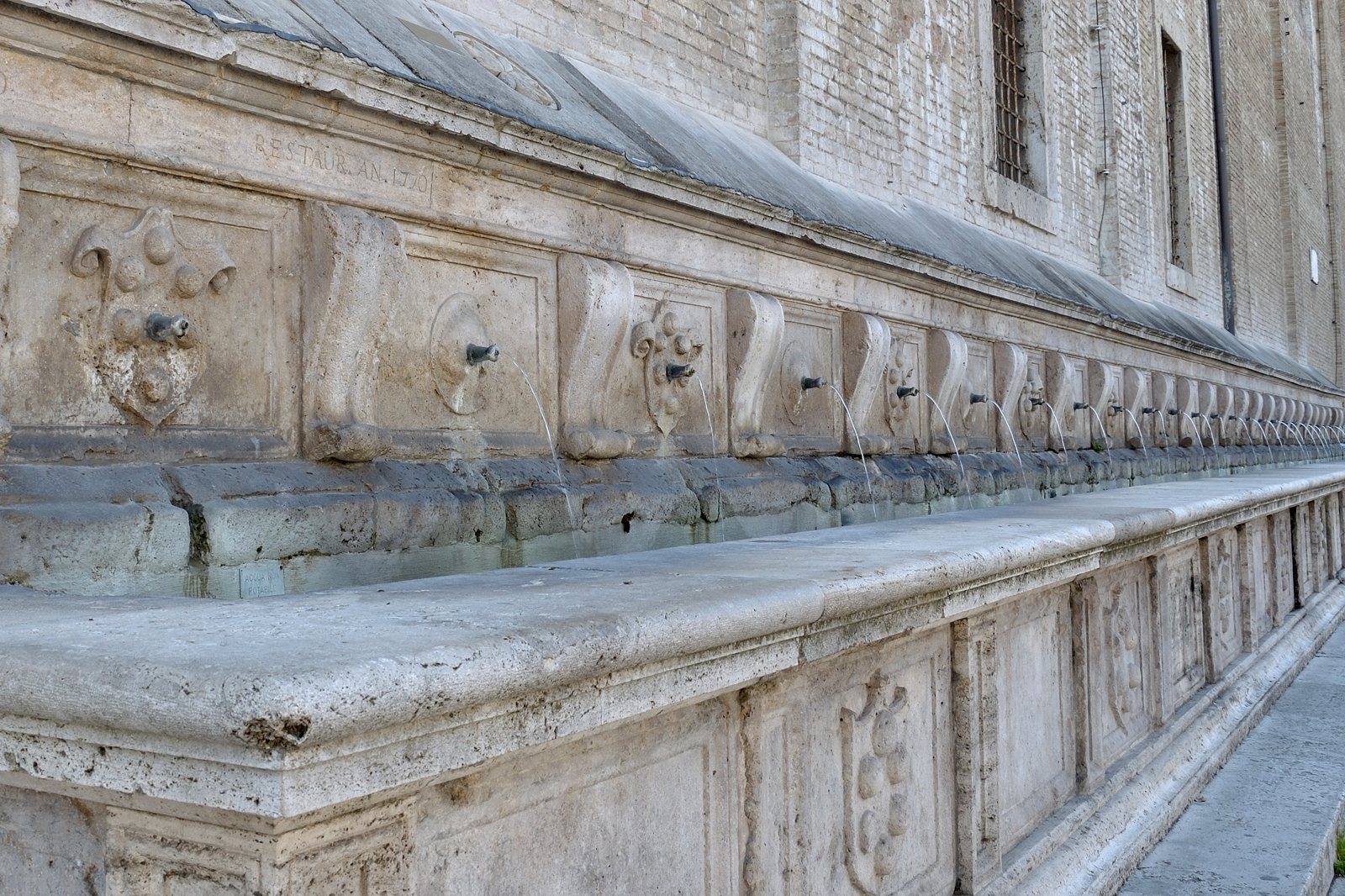
Fontaine des Pèlerins.

Sur le côté extérieur gauche, la Fontaine des Pèlerins comporte 26 points d'eau et a été offerte par les Médicis de Florence en 1610.

## Intérêt religieux
La basilique englobe est construite autour de la Portioncule (La Porziúncola) et intègre Le Transit, à l'origine infirmerie du couvent où il mourut en 1226.
Au début du XIXe siècle, le tsar Nicolas Ier de Russie commande une copie de l'icône de la Vierge de Philerme pour être transportées dans les processions et manifestations religieuses afin de remplacer  l'original qui est dans un état précaire. Cette copie a survécu et est actuellement conservée dans la basilique. Son degré de fidélité à l'originale est inconnu ; elle a, de plus, souffert de repeints et d'une restauration maladroite.

## Intérêts culturels

### Littérature
La Basilique est un des lieux majeurs où se déroulent plusieurs scènes des Fioretti de saint François d'Assise d’Ugolino da Brunforte. Le chapitre 18 mentionne notamment la fameuse prêche de saint François devant 5000 frères et saint Dominique de Guzman.

### Musée
Fondé dans les années 1920, le musée a été réaménagé en 1999. Les salles suivent un parcours chronologique, avec des œuvres d'art sacrées liées au sanctuaire de la Portioncule et au franciscanisme en général. Des documents d'archives, des maquettes et des reconstitutions graphiques sont également exposés.
La première salle montre une grande maquette de la région et quelques découvertes archéologiques. Vient ensuite une salle consacrée au XIIIe siècle, moment de développement du franciscanisme, avec des œuvres importantes de Giunta Pisano (crucifix en bois), Cimabue (Saint François) et du Maître de San Francesco (l'œuvre éponyme de Saint François entre deux anges) et une Madonna del Latte, sculpture en pierre polychrome de la fin du XIVe siècle. La troisième salle présente des meubles et des céramiques des Della Robbia, dont un devant d'autel d'Andrea (1475). La quatrième salle expose des œuvres d'art de la Renaissance (œuvres de Sano di Pietro, l'Alunno, etc.) et la dernière salle, des œuvres postérieures à la construction de la grande basilique. Des escaliers mène au « Conventino », ce qui reste des cellules primitives des frères ; récemment restaurées, elles sont actuellement utilisées pour accueillir des expositions temporaires d'art sacré contemporain.